# Districtul Yafran
Yafran a fost un district în Libia, desființat în 2007.